# Llista de monuments de Molins de Rei
Llista de monuments de Molins de Rei inclosos en l'Inventari del Patrimoni Arquitectònic Català per al municipi de Molins de Rei (Baix Llobregat). Inclou els inscrits en el Registre de Béns Culturals d'Interès Nacional (BCIN) amb la classificació de monuments històrics i els Béns Culturals d'Interès Local (BCIL) de caràcter arquitectònic.
| Monument                                                                      | Protecció    | Estil/època                                   | Localització                                                                                          | Coordenades                                          | Codi?         | Imatge |
| ----------------------------------------------------------------------------- | ------------ | --------------------------------------------- | --- | ---------------------------------------------------- | ------------- | --- |
| Castellciuró                                                                  | BCIN 1048-MH | Obra popular Medieval                         | Molins de Rei                                                                                         | 41° 24′ 44″ N, 2° 01′ 51″ E / 41.412150°N,2.030802°E | RI-51-0005544 | Castellciuró (Molins de Rei) · Vegeu més fotos d'aquest monument · Carregueu una nova foto d'aquest monument                                         |
| Ermita i torre de Sant Pere de Romaní                                         | BCIN 1049-MH | Romànic XI, XVI                               | Molins de Rei C. de la Riera de Bonet, ctra. N-II, km 609,1                                           | 41° 24′ 22″ N, 2° 01′ 53″ E / 41.406142°N,2.031294°E | RI-51-0005545 | Ermita i torre de Sant Pere de Romaní (Molins de Rei) · Vegeu més fotos d'aquest monument · Carregueu una nova foto d'aquest monument                |
| Palau dels Requesens                                                          | BCIN 1050-MH | Gòtic, obra popular XV                        | Molins de Rei Aparcament c. Casanoves - c. Rubió i Ors (sala gòtica i mur). Pl. de la Creu, 9 (escut) | 41° 24′ 45″ N, 2° 01′ 01″ E / 41.41252°N,2.01688°E   | RI-51-0002352 | Palau dels Requesens (Molins de Rei) · Vegeu més fotos d'aquest monument · Carregueu una nova foto d'aquest monument                                 |
| Mercat municipal                                                              | BCIL 1999    | Noucentisme XX                                | Molins de Rei Rafael Casanova - Pl. Mercat                                                            | 41° 24′ 41″ N, 2° 01′ 03″ E / 41.4115°N,2.0176°E     | IPA-17800     | Mercat municipal (Molins de Rei) · Vegeu més fotos d'aquest monument · Carregueu una nova foto d'aquest monument                                     |
| Església parroquial de Sant Miquel                                            |              | Monumentalisme academicista XX                | Molins de Rei Pl. de l'Església                                                                       | 41° 24′ 48″ N, 2° 01′ 03″ E / 41.413333°N,2.0175°E   | IPA-18620     | Església parroquial de Sant Miquel (Molins de Rei) · Vegeu més fotos d'aquest monument · Carregueu una nova foto d'aquest monument                   |
| Ca n'Ametller                                                                 | BCIL 2020    | Obra popular, neoclassicisme XVII, XVIII, XIX | Molins de Rei Pl. Catalunya, 25                                                                       | 41° 24′ 51″ N, 2° 00′ 58″ E / 41.414028°N,2.016069°E | IPA-18621     | Ca n'Ametller (Molins de Rei) · Vegeu més fotos d'aquest monument · Carregueu una nova foto d'aquest monument                                        |
| Habitatges al carrer Alfons II d'Aragó, 25                                    |              | Modernisme, obra popular XX                   | Molins de Rei C. Major, 25 (abans Alfons II d'Aragó)                                                  | 41° 24′ 42″ N, 2° 01′ 07″ E / 41.41169°N,2.01854°E   | IPA-18622     | Habitatges al carrer Alfons II d'Aragó, 25 (Molins de Rei) · Vegeu més fotos d'aquest monument · Carregueu una nova foto d'aquest monument           |
| Can Tarragó                                                                   | BCIL 2020    | Modernisme XIX Final, XX Inici                | Molins de Rei C. Pintor Carbonell - M. Jacint Verdaguer                                               | 41° 24′ 52″ N, 2° 01′ 04″ E / 41.4145°N,2.0177°E     | IPA-18623     | Can Tarragó (Molins de Rei) · Vegeu més fotos d'aquest monument · Carregueu una nova foto d'aquest monument                                          |
| Can Mateu de la Creu                                                          | BCIL 2020    | Gòtic, obra popular XV                        | Molins de Rei Pl. de la Creu                                                                          | 41° 24′ 39″ N, 2° 01′ 08″ E / 41.41097°N,2.01894°E   | IPA-18624     | Can Mateu de la Creu (Molins de Rei) · Vegeu més fotos d'aquest monument · Carregueu una nova foto d'aquest monument                                 |
| Conjunt d'habitatges al carrer Carril, 38-42                                  | BCIL 2020    | XX                                            | Molins de Rei C. Carril, 38-42                                                                        | 41° 24′ 38″ N, 2° 01′ 10″ E / 41.410629°N,2.019563°E | IPA-18625     | Habitatges al carrer Carril, 38-42 (Molins de Rei) · Vegeu més fotos d'aquest monument · Carregueu una nova foto d'aquest monument                   |
| Can Bofill, Escola Municipal de Música                                        |              | Modernisme XX                                 | Molins de Rei C. Major, 1 - R. Casanova                                                               | 41° 24′ 40″ N, 2° 01′ 08″ E / 41.4111°N,2.0189°E     | IPA-18626     | Escola Municipal de Música (Molins de Rei) · Vegeu més fotos d'aquest monument · Carregueu una nova foto d'aquest monument                           |
| Cal Fàbrega                                                                   |              | Modernisme XX                                 | Molins de Rei C. Rubió i Ors - pg. del Terraplé                                                       | 41° 24′ 42″ N, 2° 00′ 57″ E / 41.4117°N,2.0158°E     | IPA-18627     | Cal Fàbrega (Molins de Rei) · Vegeu més fotos d'aquest monument · Carregueu una nova foto d'aquest monument                                          |
| Centre Mèdic Molins                                                           |              | Modernisme XX                                 | Molins de Rei C. Pare Manyanet, 1 - Pintor Carbonell                                                  | 41° 24′ 50″ N, 2° 01′ 05″ E / 41.4139°N,2.018°E      | IPA-18628     | Centre Mèdic Molins (Molins de Rei) · Vegeu més fotos d'aquest monument · Carregueu una nova foto d'aquest monument                                  |
| Habitatge al carrer Carril, 27-29                                             |              | Eclecticisme XIX                              | Molins de Rei C. Carril, 27-29                                                                        | 41° 24′ 36″ N, 2° 01′ 13″ E / 41.409925°N,2.020151°E | IPA-18629     | Habitatge al carrer Carril, 27-29 (Molins de Rei) · Vegeu més fotos d'aquest monument · Carregueu una nova foto d'aquest monument                    |
| Habitatge al carrer Alfons II d'Aragó, 101                                    |              | Modernisme, obra popular XIX, XX Inici        | Molins de Rei C. Major, 101 (abans Alfons II d'Aragó)                                                 | 41° 24′ 48″ N, 2° 00′ 59″ E / 41.41325°N,2.016444°E  | IPA-18630     | Habitatge al carrer Alfons II d'Aragó, 101 (Molins de Rei) · Vegeu més fotos d'aquest monument · Carregueu una nova foto d'aquest monument           |
| Habitatge al carrer Jaume Balmes, 13                                          |              | Modernisme XX Inici                           | Molins de Rei C. Jaume Balmes, 13                                                                     | 41° 24′ 44″ N, 2° 01′ 06″ E / 41.41225°N,2.018472°E  | IPA-18631     | Habitatge al carrer Jaume Balmes, 13 (Molins de Rei) · Vegeu més fotos d'aquest monument · Carregueu una nova foto d'aquest monument                 |
| Habitatge al carrer Carril, 20-22                                             |              | Modernisme XX                                 | Molins de Rei C. Carril, 20-22                                                                        | 41° 24′ 37″ N, 2° 01′ 12″ E / 41.410142°N,2.019955°E | IPA-18632     | Habitatge al carrer Carril, 20-22 (Molins de Rei) · Vegeu més fotos d'aquest monument · Carregueu una nova foto d'aquest monument                    |
| Avinguda de València, 84, Magatzems Figueras                                  |              | Modernisme XX                                 | Molins de Rei Av. de València, 84                                                                     | 41° 24′ 35″ N, 2° 00′ 57″ E / 41.4096°N,2.0159°E     | IPA-18633     | Avinguda de València, 84 (Molins de Rei) · Vegeu més fotos d'aquest monument · Carregueu una nova foto d'aquest monument                             |
| Can Roca                                                                      |              | Barroc XVIII                                  | Molins de Rei Pl. de la Creu 2-5                                                                      | 41° 24′ 39″ N, 2° 01′ 10″ E / 41.4107°N,2.0194°E     | IPA-18634     | Can Roca (Molins de Rei) · Vegeu més fotos d'aquest monument · Carregueu una nova foto d'aquest monument                                             |
| Can Castellví                                                                 |              | Obra popular                                  | Molins de Rei C. Anselm Clavé - c. F. Samaranch                                                       | 41° 24′ 54″ N, 2° 00′ 57″ E / 41.415028°N,2.015889°E | IPA-18635     | Can Castellví (Molins de Rei) · Vegeu més fotos d'aquest monument · Carregueu una nova foto d'aquest monument                                        |
| Casa de les comportes i tram del Canal de la Infanta                          | BCIL 2020    | Neoclassicisme-romàntic XIX                   | Molins de Rei Av. de València, 45                                                                     | 41° 24′ 35″ N, 2° 01′ 03″ E / 41.409633°N,2.017442°E | IPA-18636     | Casa de les comportes i tram del Canal de la Infanta (Molins de Rei) · Vegeu més fotos d'aquest monument · Carregueu una nova foto d'aquest monument |
| Estació de tren                                                               |              | Neoclassicisme XIX                            | Molins de Rei Pl. de l'Estació                                                                        | 41° 24′ 36″ N, 2° 01′ 15″ E / 41.409894°N,2.020719°E | IPA-18637     | Estació de tren (Molins de Rei) · Vegeu més fotos d'aquest monument · Carregueu una nova foto d'aquest monument                                      |
| Habitatge al carrer Pi i Margall, 8                                           |              | Modernisme XX                                 | Molins de Rei C. Pi i Margall, 8                                                                      | 41° 24′ 38″ N, 2° 01′ 09″ E / 41.410417°N,2.019278°E | IPA-18640     | Habitatge al carrer Pi i Margall, 8 (Molins de Rei) · Vegeu més fotos d'aquest monument · Carregueu una nova foto d'aquest monument                  |
| Restaurant Esteve, Hostal del Sant                                            |              | Obra popular XIX                              | Molins de Rei Av. de Barcelona, 23-25 (Enderrocat)                                                    |                                                      | IPA-18641     | Carregueu una nova foto d'aquest monument |
| Edifici de la Joventut Catòlica, la Peni                                      | BCIL 2020    | Modernisme XX                                 | Molins de Rei Pl. Mercè Rodoreda, 6                                                                   | 41° 24′ 47″ N, 2° 01′ 10″ E / 41.41308°N,2.01949°E   | IPA-18642     | Edifici de la Joventut Catòlica (Molins de Rei) · Vegeu més fotos d'aquest monument · Carregueu una nova foto d'aquest monument                      |
| Can Madurell                                                                  |              | Obra popular XIX                              | Molins de Rei Sant Joan, 50                                                                           | 41° 24′ 40″ N, 2° 01′ 16″ E / 41.411050°N,2.021168°E | IPA-18643     | Can Madurell (Molins de Rei) · Vegeu més fotos d'aquest monument · Carregueu una nova foto d'aquest monument                                         |
| Habitatges a la plaça dels Països Catalans, 5-7                               |              | Modernisme                                    | Molins de Rei Pl. dels Països Catalans, 5-7                                                           | 41° 24′ 52″ N, 2° 01′ 07″ E / 41.414583°N,2.01875°E  | IPA-18644     | Habitatges a la plaça dels Països Catalans, 5-7 (Molins de Rei) · Vegeu més fotos d'aquest monument · Carregueu una nova foto d'aquest monument      |
| Torre Muntan, Villa Dominga                                                   | BCIL 2020    | Modernisme XX                                 | Molins de Rei C. Dr. Fleming, 50                                                                      | 41° 24′ 48″ N, 2° 01′ 11″ E / 41.413375°N,2.019665°E | IPA-18645     | Torre Muntan (Molins de Rei) · Vegeu més fotos d'aquest monument · Carregueu una nova foto d'aquest monument                                         |
| Habitatge al passeig de la Pau, 3                                             |              | Modernisme XX                                 | Molins de Rei Pg. de la Pau, 3                                                                        | 41° 24′ 53″ N, 2° 01′ 05″ E / 41.414861°N,2.018028°E | IPA-18646     | Habitatge al passeig de la Pau, 3 (Molins de Rei) · Vegeu més fotos d'aquest monument · Carregueu una nova foto d'aquest monument                    |
| Edifici de la Federació Obrera                                                | BCIL 2007    | Modernisme Cèsar Martinell XX                 | Molins de Rei C. Mossèn Jacint Verdaguer, 48                                                          | 41° 24′ 54″ N, 2° 01′ 08″ E / 41.415°N,2.018778°E    | IPA-18647     | Edifici de la Federació Obrera (Molins de Rei) · Vegeu més fotos d'aquest monument · Carregueu una nova foto d'aquest monument                       |
| Can Bofill - Mas de la Mata, Can Bofill de la Torre                           |              | Obra popular XVII                             | Molins de Rei Camí vell de Santa Creu d'Olorda                                                        | 41° 24′ 40″ N, 2° 02′ 34″ E / 41.41104°N,2.04276°E   | IPA-18650     | Can Bofill - Mas de la Mata (Molins de Rei) · Vegeu més fotos d'aquest monument · Carregueu una nova foto d'aquest monument                          |
| Can Tintorer, Mas Major, Canalies de Miramat                                  | BCIL 2020    | Obra popular XVII                             | Molins de Rei Camí vell de Santa Creu d'Olorda                                                        | 41° 25′ 15″ N, 2° 02′ 33″ E / 41.4207°N,2.0425°E     | IPA-18651     | Carregueu una nova foto d'aquest monument |
| Can Portell, Ca n'Amigó de Dalt, Mas Ferran                                   |              | Modernisme                                    | Molins de Rei Ctra. BV-1468, km 6                                                                     | 41° 25′ 07″ N, 2° 03′ 15″ E / 41.41854°N,2.05409°E   | IPA-18652     | Can Portell (Molins de Rei) · Vegeu més fotos d'aquest monument · Carregueu una nova foto d'aquest monument                                          |
| Ermita de Sant Bartomeu de la Quadra                                          |              | Darreres tendències XX                        | Molins de Rei Ctra. BV-1468, km 2                                                                     | 41° 25′ 34″ N, 2° 02′ 14″ E / 41.426°N,2.037306°E    | IPA-18658     | Ermita de Sant Bartomeu de la Quadra (Molins de Rei) · Vegeu més fotos d'aquest monument · Carregueu una nova foto d'aquest monument                 |
| Can Planes, Mas Vallvidrera, Mas Bovera, Mas Savall, Mas Planes               | BCIL 2020    | Obra popular                                  | Molins de Rei Ctra. BV-1468, km 1,8                                                                   | 41° 25′ 42″ N, 2° 01′ 46″ E / 41.42822°N,2.02934°E   | IPA-18659     | Can Planes (Molins de Rei) · Vegeu més fotos d'aquest monument · Carregueu una nova foto d'aquest monument                                           |
| Torre Madurell                                                                |              | Obra popular XX                               | Molins de Rei Ctra. BV-1468, km 2,3                                                                   | 41° 26′ 12″ N, 2° 03′ 16″ E / 41.43678°N,2.05440°E   | IPA-18661     | Torre Madurell (Molins de Rei) · Vegeu més fotos d'aquest monument · Carregueu una nova foto d'aquest monument                                       |
| Can Santoi, Can Revella de Dalt, Mas Moragues                                 | BCIL 2020    | Obra popular XIV, XV                          | Molins de Rei La Rierada Ctra. BV-1468, km 2,3                                                        | 41° 26′ 06″ N, 2° 02′ 52″ E / 41.435104°N,2.047764°E | IPA-18663     | Can Santoi (Molins de Rei) · Vegeu més fotos d'aquest monument · Carregueu una nova foto d'aquest monument                                           |
| Can Campreciós, Mas Coll                                                      |              | Obra popular                                  | Molins de Rei Ctra. BV-1468, trencall c. Sant Boi                                                     | 41° 26′ 11″ N, 2° 03′ 13″ E / 41.436319°N,2.053712°E | IPA-18664     | Can Campreciós (Molins de Rei) · Vegeu més fotos d'aquest monument · Carregueu una nova foto d'aquest monument                                       |
| Can Calopa de Baix, Mas Duran                                                 | BCIL 2020    | Obra popular                                  | Molins de Rei Ctra. BV-1468, trencall c. Sant Boi                                                     | 41° 26′ 18″ N, 2° 03′ 12″ E / 41.438444°N,2.053303°E | IPA-18665     | Can Calopa de Baix (Molins de Rei) · Vegeu més fotos d'aquest monument · Carregueu una nova foto d'aquest monument                                   |
| Capella de Sant Isidre a Can Capellans                                        |              | Modernisme XIX                                | Molins de Rei Ctra. N-II, km 610                                                                      | 41° 24′ 03″ N, 2° 01′ 58″ E / 41.40097°N,2.03278°E   | IPA-18666     | Carregueu una nova foto d'aquest monument |
| Can Vilagut, Mas Déu o Feu                                                    | BCIL 2020    | Obra popular                                  | Molins de Rei Camí vell Santa Creu d'Olorda                                                           | 41° 24′ 49″ N, 2° 02′ 09″ E / 41.413505°N,2.035759°E | IPA-18668     | Can Vilagut (Molins de Rei) · Vegeu més fotos d'aquest monument · Carregueu una nova foto d'aquest monument                                          |
| Can Rabella, Can Sigalet, Mas Queralt, Mas Noguera, Mas Albareda              | BCIL 2020    | Obra popular                                  | Molins de Rei Ctra. Papiol, trencall Riera                                                            | 41° 25′ 35″ N, 2° 01′ 13″ E / 41.4265°N,2.0202°E     | IPA-18669     | Can Rabella (Molins de Rei) · Vegeu més fotos d'aquest monument · Carregueu una nova foto d'aquest monument                                          |
| Celler de Simó Desllor                                                        | BCIL 2020    | Gòtic, obra popular XIV, XVI, XVII            | Molins de Rei C. Major, 75-77                                                                         | 41° 24′ 46″ N, 2° 01′ 02″ E / 41.412731°N,2.017112°E | IPA-18672     | Celler de Simó Desllor (Molins de Rei) · Vegeu més fotos d'aquest monument · Carregueu una nova foto d'aquest monument                               |
| Pont de Molins de Rei, Pont de Carles III                                     |              | Obra popular XVIII-XX                         | Molins de Rei Sobre el Llobregat (enderrocat)                                                         | 41° 24′ 30″ N, 2° 00′ 42″ E / 41.408295°N,2.011743°E | IPA-36880     | Pont de Molins de Rei · Vegeu més fotos d'aquest monument · Carregueu una nova foto d'aquest monument                                                |
| Pont del Canal de la Infanta                                                  |              | Obra popular XIX                              | Molins de Rei Pg. del Terraplè (Soterrat)                                                             |                                                      | IPA-36882     | Carregueu una nova foto d'aquest monument |
| Can Graner, Mas Calders                                                       |              | Obra popular                                  | Molins de Rei Camí vell Santa Creu d'Olorda                                                           | 41° 24′ 42″ N, 2° 01′ 51″ E / 41.411787°N,2.030866°E | IPA-18667     | Can Graner (Molins de Rei) · Vegeu més fotos d'aquest monument · Carregueu una nova foto d'aquest monument                                           |
| Can Castellví - Mas de Màger - Mas Coll                                       | BCIL 2020    | Obra popular                                  | Molins de Rei La Rierada, ctra. BV-1468                                                               | 41° 26′ 12″ N, 2° 02′ 40″ E / 41.436694°N,2.044470°E | IPA-18662     | Can Castellví - Mas de Màger - Mas Coll (Molins de Rei) · Vegeu més fotos d'aquest monument · Carregueu una nova foto d'aquest monument              |
| Can Camp-de-Ros, Can Salat, Can Toxonera, Can Vendrell, Can Garrof o Garrofer |              | Obra popular                                  | Molins de Rei La Rierada, ctra. BV-1468                                                               | 41° 26′ 03″ N, 2° 02′ 11″ E / 41.43430°N,2.03652°E   | IPA-18670     | Can Camp-de-Ros (Molins de Rei) · Vegeu més fotos d'aquest monument · Carregueu una nova foto d'aquest monument                                      |
| Can Capellans                                                                 | BCIL 2020    | Eclecticisme XIX Final                        | Molins de Rei Ctra. N-II, camí Can Canari                                                             | 41° 24′ 03″ N, 2° 01′ 58″ E / 41.400968°N,2.032781°E | IPA-18656     | Can Capellans (Molins de Rei) · Vegeu més fotos d'aquest monument · Carregueu una nova foto d'aquest monument                                        |
| Habitatge al carrer Alfons II d'Aragó, 19                                     |              | Eclecticisme XIX                              | Molins de Rei C. Major, 19 (abans Alfons II d'Aragó)                                                  | 41° 24′ 41″ N, 2° 01′ 07″ E / 41.411514°N,2.018583°E | IPA-38411     | Habitatge al carrer Alfons II d'Aragó, 19 (Molins de Rei) · Vegeu més fotos d'aquest monument · Carregueu una nova foto d'aquest monument            |
| Foment Cultural i Artístic                                                    | BCIL 2020    | Noucentisme XX                                | Molins de Rei Pg. del Terraplé, 45-49                                                                 | 41° 24′ 42″ N, 2° 00′ 55″ E / 41.41171°N,2.01535°E   | IPA-49583     | Foment Cultural i Artístic (Molins de Rei) · Modifica el valor a Wikidata · Carregueu una nova foto d'aquest monument                                |
| Escola el Palau                                                               | BCIL 2020    | Neoclassicisme XX                             | Molins de Rei C. Rubió i Ors, 1                                                                       | 41° 24′ 42″ N, 2° 00′ 58″ E / 41.41174°N,2.01620°E   | IPA-52845     | Escola el Palau (Molins de Rei) · Modifica el valor a Wikidata · Carregueu una nova foto d'aquest monument                                           |
| Fàbrica del Molí, Fàbrica Ferrer i Mora                                       | BCIL 2020    | XIX                                           | Molins de Rei C. del Molí                                                                             | 41° 24′ 46″ N, 2° 00′ 53″ E / 41.41284°N,2.01469°E   | IPA-52873     | Fàbrica del Molí (Molins de Rei) · Modifica el valor a Wikidata · Carregueu una nova foto d'aquest monument                                          |
| Xemeneia del Molí                                                             | BCIL 2020    |                                               | Molins de Rei C. del Molí                                                                             | 41° 24′ 46″ N, 2° 00′ 54″ E / 41.41285°N,2.01506°E   | IPA-52874     | Xemeneia del Molí (Molins de Rei) · Modifica el valor a Wikidata · Carregueu una nova foto d'aquest monument                                         |
| Can Ribas                                                                     | BCIL 2020    | Obra popular XIII, XIV, XV                    | Molins de Rei Camí de Santa Creu d'Olòrda                                                             | 41° 24′ 55″ N, 2° 02′ 46″ E / 41.415245°N,2.045996°E | IPA-52880     | Can Ribas (Molins de Rei) · Modifica el valor a Wikidata · Carregueu una nova foto d'aquest monument                                                 |
| Can Farrés                                                                    | BCIL 2020    | Obra popular XIII, XIV                        | Molins de Rei                                                                                         | 41° 24′ 43″ N, 2° 02′ 44″ E / 41.411917°N,2.045423°E | IPA-52881     | Can Farrés (Molins de Rei) · Modifica el valor a Wikidata · Carregueu una nova foto d'aquest monument                                                |